# Harragas
Harragas és una pel·lícula franco-algeriana del 2009 escrita i dirigida per Merzak Allouache.

## Argument
Harrags són immigrants il·legals que fugen del seu país per escapar de la pobresa. La història té lloc a Mostaganem, a la costa d'Algèria. El barquer, Hassan, prepara la travessia secreta a Espanya d'un grup de deu immigrants il·legals que amb prou feines s'emporten res: una muda, un mòbil i una mica de diners. Harragas explica l'odissea d'aquest grup de persones que somien amb Espanya, a només 125 milles de la costa algeriana i la porta que s'obre a l'europeu "El Dorado".

## Repartiment
- Lamia Boussekine
- Nabil Asli
- Samir El Hakim

## Premis
- Palmera d'Or a la XXX edició de la Mostra de València.[3]
- Vas obtenir el Premi FIPRESCI i el Premi Especial Muhr Arab al Festival Internacional de Cinema de Dubai 2009[4]